# Psammofila
Si dice psammofila (dal greco:psammos = sabbia, e filos =amico) una pianta adatta ed amante degli ambienti sabbiosi.
Queste piante sono anche dette psammofite, dal greco psammofita = pianta della sabbia.
Le psammofile appartengono a diverse famiglie botaniche: le Poaceae, Asteraceae, Brassicaceae, Chenopodiaceae, ecc.
Dato che l'ambiente sabbioso si associa a volte con quello desertico sono spesso anche adatte a suoli aridi (xerofile). 
Gli ambienti sabbiosi dunali costieri marini sono a volte luoghi importanti di colonizzazione delle piante psammofile, che in tal caso possono essere anche alofile cioè tolleranti al sale, sia di origine da inondazione che da nebulizzazione.
Le piante psammofile (con le spesso concomitanti caratteristiche di resistenza all'arido ed al sale) sono importantissime piante pioniere di zone desertiche, infatti contrastano la desertificazione, favorendo l'impianto di altre piante di maggior mole e di minore resistenza.
La resistenza nella sabbia è dovuta all'impianto profondo ed esteso delle radici, ai sistemi di riduzione e la modifica delle superfici fogliari, per limitare la perdita in umidità e ridurre l'azione di presa del vento.
Le piante psammofile sono componenti importanti nella Macchia mediterranea, quale primo fronte per la colonizzazione delle dune costiere.
Alcune piante psammofile dell'ambiente dunale e retrodunale italiano:
- Cakile maritima - ravastrello marittimo
- Xanthium italicum
- Agropyron junceum
- Echinophora spinosa
- Atriplex halimus
- Medicago marina
- Calystegia soldanella - villucchio marino
- Ammophila arenaria
- Crithmum maritimum